# La Masovera
La Masovera o La Masereta és una cançó tradicional catalana força difosa arreu dels Països Catalans. És una cançó de tasca que es caracteritza per ser acumulativa i amb una constant repetició.
Té un compàs de 2/4 i un ritme bastant senzill compost per tresets, negres i corxeres. Respon a una estructura simple d'A B o, cosa que és el mateix, dividida en: tornada i estrofes.
La lletra és força llarga a causa de la quantitat de repeticions i variacions que trobem, però és fàcil de recordar si se segueix l'ordre dels dies de la setmana i s'intueix la seva rima.
És molt apropiada per primer cicle de primària, per fer-ne un treball a l'escola, ja que es poden treballar els dies de la setmana i el vocabulari del camp, juntament amb diferents elements fonètics.